# 纳特索·英沙
基科·英沙（英語：Ignacio 'Natxo' Insa Bohigues，1986年6月9日—），出生于西班牙，是马来西亚职业足球运动员，司职中场。目前效力马来西亚超级足球联赛的柔佛DT，也效力于马来西亚国家足球队。

## 國際賽生涯
英沙通过出生在沙巴的祖母获得了马来西亚国籍。2018年3月22日，在 2-2 战平蒙古的友谊赛中，31岁的他首次代表马来西亚国家足球队出场。